# アイドル☆リーグ!
『アイドル☆リーグ!』（IDOL☆LEAGUE!）は、日本テレビで2009年7月30日未明から2014年3月21日未明まで毎月1回放送されたバラエティ番組。終了時点では（原則として）最終木曜日の翌日未明2:44 - 3:14（JST）に放送していた。2009年7月5日から2012年3月23日までCS放送日テレプラスで隔週放送されていた。2012年4月2日からは毎月第1・第3月曜日22:00 - 23:00（JST）にNOTTVで放送されていた。

## 出演者

### 司会
- 有吉弘行 - 当初は、通称アリPとして、「バブル時代の日本テレビで、社内の廊下に落ちていたティラミスで足を滑らせて、現代の日本にタイムスリップしてきた伝説のプロデューサー」という設定があったが、2011年10月6日未明放送分以降はその設定も有耶無耶になっていた。2013年3月28日未明放送回にて卒業。
- 塚地武雅（ドランクドラゴン） - 2013年4月1日放送分（NOTTV）、2013年4月26日（地上波）から出演。通称塚P。

### アイドル
1期生
- 池田裕子（通称ゲス4）
- 尾崎ナナ（通称ゲス4）
- 渋沢一葉（通称ゲス4）
- 田井中茉莉亜 （通称ゲス4）- 2012年6月28日未明地上波放送にて番組卒業、その後タイで芸能活動。
- 葵マリカ - 2011年4月7日未明地上波放送にて番組卒業・芸能界引退を発表。
- おかもとまり - 2011年9月8日未明地上波放送にて番組卒業。
- 笠原美香 - 2011年9月8日未明地上波放送にて番組卒業。
- 土岐麻梨子 - 2011年9月8日未明地上波放送にて番組卒業。
- 吹田早哉佳 - 2011年9月8日未明地上波放送にて番組卒業。
- 水上桃華 - 2011年9月8日未明地上波放送にて番組卒業。

2期生
- 米田亮子（渋沢一葉の母） - 葵マリカ卒業後数回のみ出演

3期生（2011年10月6日未明地上波放送より加入）
- 安藤遥（日テレジェニック2011候補生）
- 入矢麻衣（日テレジェニック2010候補生）
- 内田理央（日テレジェニック2010）
- 高嶋香帆（日テレジェニック2011）
- 中村知世（日テレジェニック2010）
- 伊藤れいこ（日テレジェニック2010） - 2013年11月22日未明地上波放送にて番組卒業。

4期生（2013年12月20日未明地上波放送より加入）
- 末永みゆ（日テレジェニック2013）
- 日野麻衣（日テレジェニック2013）

## 内容
アイドル達が毎回様々な企画に挑む。日テレプラス版は2週間毎に放送され、2・4週目は再放送となる。地上波版は、月1回ペースで放送され、原則再放送はない。
視聴者の事は在宅プロデューサーと称されており、携帯サイトを通じて番組に参加できる。シーズン1では定例ネット会議と画像ダウンロードによるアイドルへの投票を行なっており、地上波版には画像ダウンロードランキングの上位5名のみ出演できるというルールであった。
さらに日テレジェニック登場回(2010年、2011年)ではメンバーにあわせて6人出演回があった。
（シーズン1末期は地上波版でも全員参加の回が多くなっていた）。シーズン2（2期生加入後）では画像ダウンロードランキングのみに整理され、ランキング最下位のみが地上波版で恥ずかしいおしおきを受けるルールに変更、地上波版も全員参加できる様になった。
2012年4月からは更にリニューアルされ、NOTTV版の視聴者投票と画像ダウンロードを合わせたランキングの上位5名のみ、地上波版に出演。地上波版では、ゲストとなるアイドルユニット（YGA、日テレジェニック2012など）と対決企画を繰り広げる。
2013年4月からは、入れ替え制度を導入。放送での成果などを加味した上で、塚Pが独断で正規メンバーと研究生（非正規メンバー）の入れ替えやセンターに立つメンバーを決定する。

## スタッフ
- 構成：桜井慎一/笹沼大、森本雅也、林田晋一、永井ふわふわ、平田喜之
- ナレーション：江尻拓己
- 技術：ゴーエン、テイクランド
- カメラ：竹内浩司
- 音声：井口雅夫
- 編集：阿部こーいち、増田功紀（麻布プラザ）
- MA：長谷川真哉（麻布プラザ）
- 音効：澤田崇
- メイク：Reo
- イラスト：じなん
- 宣伝：鎌田淳平
- デスク：府川麻衣子
- 編成：荻野健（日テレ）
- AD：小幡修弘、今橋慎也、新井一平、山本祥太、山本圭亮
- AP：鈴木麻美
- ディレクター：小泉浩之、今泉哲也、山口耕平、保野祥子
- プロデューサー：渡部智明、菅沼明子
- 演出・プロデューサー：毛利忍
- チーフプロデューサー：面高直子
- 制作協力：SION
- 企画制作：日本テレビ
- 製作著作：D.N.ドリームパートナーズ

### 過去のスタッフ
- 構成：塩村文夏（「ナンシー塩村」として出演もしていた）
- 編成：脇山浩一、横田崇（日テレ）、中川夏樹（CS日本）
- プロデューサー：小林将高、野田義人
- チーフプロデューサー：安岡喜郎
- 協力：CS日本

## テーマ曲
「哀愁のゴトカット」
作詞：浅田秀之／作曲：浅田秀之／編曲：野中則夫